# L'Orpheline (film, 1908)
Pour les articles homonymes, voir L'Orpheline.
L'Orpheline est un film muet français réalisé par Louis Feuillade, sorti en 1908.

## Distribution
- Renée Carl
- Maurice Vinot
- Alice Tissot